# Piam
Piam (pansar i anfallsmålet), kommenderas vid sammanstöt med bepansrade fordon (vanligtvis stridsvagnar eller stridsfordon). På order av gruppchefen/plutonchefen så går samtliga soldater upp på en stridslinje mot målet och förbereder sina pansarbrytande vapen för eldgivning mot målet.